# Read My Lips
Read My Lips är Sophie Ellis-Bextors debutalbum, utgivet 3 september 2001.
På den engelska albumlistan klättrade albumet från 50:e plats till andraplatsen efter Eminems The Eminem Show. Efter två veckor på andraplatsen föll albumet tillbaka.
I Göteborgs-Posten gav Johan Rylander plattan 4 av 5 fyrar i betyg och ansåg att debutalbumet innehöll betydligt fler intressanta spår än bara singeln Murder on the Dancefloor: "Till och börja med ligger Ellis Bextor själv bakom alla låtar på albumet. Hon känns självsäker och tuff, men ändå ödmjuk inför uppgiften. Och kanske är det just därför hon har löst låtskrivandet så bra. Hittat en högre nivå än MTV-singeln, med mer tyngd och livligare fantasi."
Debutalbumet släpptes den 2 april 2002 i Sverige. I maj 2002 gavs en ny version av albumet ut med två nya låtar samt Ellis-Bextors tidigare singel med Spiller, "Groovejet".

## Låtlista
1. "Take Me Home"
2. "Lover"
3. "Move This Mountain"
4. "Murder on the Dancefloor"
5. "Sparkle"
6. "Final Move"
7. "I Believe"
8. "Leave The Others Alone"
9. "By Chance"
10. "The Universe Is You"
11. "Is It Any Wonder"
12. "Everything Falls Into Place"

## 2002 års utgåva
1. "Murder on the Dancefloor"
2. "Take Me Home"
3. "Lover"
4. "Move This Mountain"
5. "Music Gets the Best of Me"
6. "Sparkle"
7. "The Universe Is You"
8. "I Believe"
9. "Get Over You"
10. "By Chance"
11. "Is It Any Wonder"
12. "Leave The Others Alone"
13. "Final Move"
14. "Everything Falls Into Place"
15. "Groovejet (If This Ain't Love)" (live)